# 坪田光平
坪田 光平（つぼた こうへい、1985年〈昭和60年〉1月 - ）は、日本の社会学者（移民研究・マイノリティ論・教育社会学）。学位は博士（教育学）（東北大学・2016年）。静岡県立大学国際関係学部准教授・大学院国際関係学研究科准教授。
職業能力開発総合大学校助教などを歴任した。

## 概要
移民研究、マイノリティ論、教育社会学、異文化間教育学を専攻する社会学者である。移民第二世代の社会的な統合過程についての研究などを手掛けている。職業能力開発総合大学校、静岡県立大学などを歴任した。

## 来歴

### 生い立ち
1985年（昭和60年）1月に生まれた。同名の国立大学法人により設置・運営される東北大学に進学し、教育学部の教育科学科にて学んだ。2008年（平成20年）3月に東北大学を卒業し、学士（教育学）の学位を取得した。同大学の大学院に進学し、教育学研究科にて学んだ。2010年（平成22年）3月に博士前期課程を修了し、修士（教育学）の学位を取得した。在学中に「外国人非集住地域におけるフィリピン系ニューカマー――エスニック・コミュニティ形成と多文化教育実践のエスノグラフィー」と題した博士論文を執筆し、2016年（平成28年）3月に博士後期課程を修了し、博士（教育学）の学位を取得した。

### 社会学者として
大学院在学中より、高齢・障害・求職者雇用支援機構が設置・運営する省庁大学校である職業能力開発総合大学校にて特任助教を兼任しており、2014年（平成26年）2月から2018年（平成30年）3月まで務めていた。2018年（平成30年）4月に職業能力開発総合大学校の助教として着任し、2024年（令和6年）3月まで務めた。
県と同名の公立大学法人により設置・運営される静岡県立大学に採用され、2024年（令和6年）4月に国際関係学部の准教授に就任した。国際関係学部においては主として国際関係学科の講義を担当した。また、大学院においては国際関係学研究科の准教授を兼務していた。国際関係学研究科においては主として国際関係学専攻の講義を担当した。

## 研究
専門は社会学であり、特に移民研究、マイノリティ論、教育社会学、異文化間教育学、といった分野について研究していた。具体的には、移民第二世代の社会的な統合過程について社会学的な視座から研究していた。また、マイノリティに対する支援を制度化する過程について地域間での比較研究に取り組んでいた。さらに、社会的に不利な立場に置かれている子供や若者の生活世界について研究していた。主要な論文としては2021年（令和3年）に『日中社会学研究』28号にて発表した「中国系移民第二世代が語る配偶者選択の志向性――ライフストーリー分析を通して」が知られている。専門書や研究書なども執筆しており、単著として2018年（平成30年）には『外国人非集住地域のエスニック・コミュニティと多文化教育実践――フィリピン系ニューカマー親子のエスノグラフィー』などを上梓している。2010年（平成22年）3月には東北大学大学院教育学研究科より研究科長賞が授与されている。
学術団体としては、日本教育社会学会、異文化間教育学会、日本社会学会、移民政策学会、日中社会学会、東北社会学会、などに所属していた。

## 略歴
- 1985年 - 誕生[6]。
- 2008年 - 東北大学教育学部卒業[3][7]。
- 2010年 - 東北大学大学院教育学研究科博士前期課程修了[3][7]。
- 2014年 - 職業能力開発総合大学校特任助教[5]。
- 2016年 - 東北大学大学院教育学研究科博士後期課程修了[7]。
- 2018年 - 職業能力開発総合大学校助教[5]。
- 2024年 - 静岡県立大学国際関係学部准教授[5]。
- 2024年 - 静岡県立大学大学院国際関係学研究科准教授。

## 賞歴
- 2010年 - 東北大学大学院教育学研究科研究科長賞[12][14]。

## 著作

### 単著
- 坪田光平著『外国人非集住地域のエスニック・コミュニティと多文化教育実践――フィリピン系ニューカマー親子のエスノグラフィー』東北大学出版会、2018年。ISBN 9784861632853

### 共著
- 清水睦美ほか著『日本社会の移民第二世代――エスニシティ間比較でとらえる〈ニューカマー〉の子どもたちの今』明石書店、2021年。ISBN 9784750352282

### 編纂
- 呉永鎬・坪田光平編著『マイノリティ支援の葛藤――分断と抑圧の社会的構造を問う』明石書店、2022年。ISBN 9784750354866

### 寄稿、分担執筆、等
- 額賀美紗子・芝野淳一・三浦綾希子編『移民から教育を考える――子どもたちをとりまくグローバル時代の課題』ナカニシヤ出版、2019年。ISBN 9784779513695